# الاجتماعات السنوية لحكومة الإمارات
الاجتماعات السنوية لحكومة الإمارات هي لقاءات حكومية سنوية تعقد تحت رعاية مجلس الوزراء في دولة الإمارات برئاسة نائب رئيس الدولة رئيس مجلس الوزراء، على مدار يومين متتاليين في العاصمة أبو ظبي، وبحضور ممثلين عن الجهات الحكومية كافة على المستويين الاتحادي والمحلي. انطلقت هذه الاجتماعات عام 2017 بهدف تأسيس منصة وطنية استراتيجية تجمع كل أطراف العمل الحكومي في الدولة ضمن إطار موحد ومنتظم لمناقشة أهم القضايا التنموية ووضع تصورات وخطط مستقبلية تخدم أهداف التنمية المستدامة طويلة الأمد للدولة، وعلى رأسها مئوية الإمارات 2071، التي تسعى إلى جعل الإمارات واحدة من أفضل دول العالم بحلول الذكرى المئوية لتأسيس الاتحاد عام 2071، بالإضافة إلى تقييم التقدم المُحرز في تنفيذ الاستراتيجيات الوطنية، مثل رؤية الإمارات 2021، ومبادرة "نحن الإمارات 2031"، وخطط التوطين، والتحول الرقمي، والذكاء الاصطناعي، والتنمية المستدامة.
وقد أقر مجلس الوزراء الإماراتي اعتماد هذه الاجتماعات كآلية حكومية دائمة ومؤسسية لتعزيز العمل الوطني المشترك، مع الالتزام بتحقيق التكامل بين الخطط الوطنية والخطط المحلية. كما تُعتبر الاجتماعات السنوية منصة مهمة لإطلاق مبادرات ومشاريع جديدة. وبالإضافة إلى الطابع التخطيطي، تشكل هذه الاجتماعات مساحة لعرض الإنجازات، وتبادل التجارب الناجحة بين الجهات الاتحادية والمحلية، وغالباً ما تخرج الاجتماعات بحزمة من المبادرات أو الاستراتيجيات التي تُعتمد رسمياً وتُعلن في ختام كل دورة، وتُعتبر جزءاً من أدوات تنفيذ الرؤية الوطنية الأشمل.

## الدورات

### دورة 2017
عُقدت أول دورة من الاجتماعات السنوية في 26-27 سبتمبر 2017 بأبو ظبي برئاسة الشيخ محمد بن راشد آل مكتوم "ومشاركة الشيخ محمد بن زايد آل نهيان" وخلالها تم مناقشة خطط الخمسين عاماً المقبلة لدولة الإمارات وتعزيز التعاون الاتحادي والمحلي، وأبرز ما أُعلن خلال الدورة:
- إطلاق 120 مبادرة وطنية مشتركة بين أكثر من 30 قطاعاً اتحادياً ومحلياً في مجالات متنوعة.[4]
- تدشين مشروع مدينة المريخ العلمية بكلفة 500 مليون درهم على مساحة مليون و900 ألف قدم مربع لبناء أول مدينة فضائية نموذجية على الأرض.[4]

### دورة 2018
عُقدت الدورة الثانية في 27-28 نوفمبر 2018 بأبو ظبي، بمشاركة نحو 500 مسؤول اتحادي ومحلي، وركزت على وضع أسس الخطط الحكومية للعقد القادم ضمن مرحلة مئوية الإمارات، وأبرز ما أُعلن خلالها:
- إطلاق سبع استراتيجيات طويلة الأمد تشمل مجالات تنموية رئيسية (منها استراتيجية الإمارات للذكاء الاصطناعي، والاستراتيجية الوطنية للأمن الغذائي 2051، وسياسة توطين القطاع الخاص 2031، وغيرها).
- إطلاق أكثر من 100 مبادرة وطنية في قطاعات التعليم والصحة والأمن والإسكان والتجارة وغيرها.
- تأسيس شركة مياه وكهرباء الإمارات (EWEC)،[5][6] لبدء مرحلة جديدة في توحيد إنتاج المياه والكهرباء وتطوير البنية التحتية القطاعية.[2]

### دورة 2019
عُقدت الدورة الثالثة في 25-26 نوفمبر 2019 بأبو ظبي، بحضور أكثر من 500 شخصية قيادية، وتناولت الاجتماعات مواضيع أولوية عدة ضمن ثلاثة محاور استراتيجية (الاقتصاد والمجتمع الإماراتي، وتطوير الخدمات)، وأبرز ما جاء خلالها:
- جلسات حول الاستعدادات لإكسبو 2020 دبي تحدثت فيها الوزيرة ريم الهاشمي، واجتماع حول مسبار الأمل إلى المريخ مع الوزيرة سارة الأميري، إضافةً إلى جلسة خاصة بمستقبل الطاقة مع الوزير الدكتور سلطان الجابر.[7]
- استعراض نتائج "رؤية الإمارات 2021" وتخطيط عقدها الأول ضمن مرحلة مئوية 2071، ضمن نقاشات وطنية موسعة.[7]
- إعلان حزمة مبادرات وطنية أولية وتعزيز مشاركة المجتمع "شباب وكبار مواطنين وذوي خبرة" في صياغة الأجندة الحكومية.[7]

### دورتا 2020-2021
لم تُعقد الاجتماعات السنوية في عامي 2020 و2021، نتيجة الظروف الاستثنائية المرتبطة بجائحة كورونا.

### دورة 2022
استؤنفت الاجتماعات السنوية في 22-23 نوفمبر 2022 في أبو ظبي بحضور قادة الدولة وكبار المسؤولين، تناولت الدورة مواضيع استراتيجية تمثل الرؤية الخمسينية القادمة للإمارات:
- ملفات التعليم والتوطين والاقتصاد الوطني والتكنولوجيا الرقمية والأمن السيبراني بوصفها أولويات تنموية.
- استعراض التوجهات المستقبلية لخمسين عاماً قادمة في قطاعات متنوعة، بما في ذلك استكمال الخطط التشريعية ومشاريع البنية التحتية، إلى جانب متابعة استعداد الإمارات لاستضافة مؤتمر المناخ العالمي.[8]

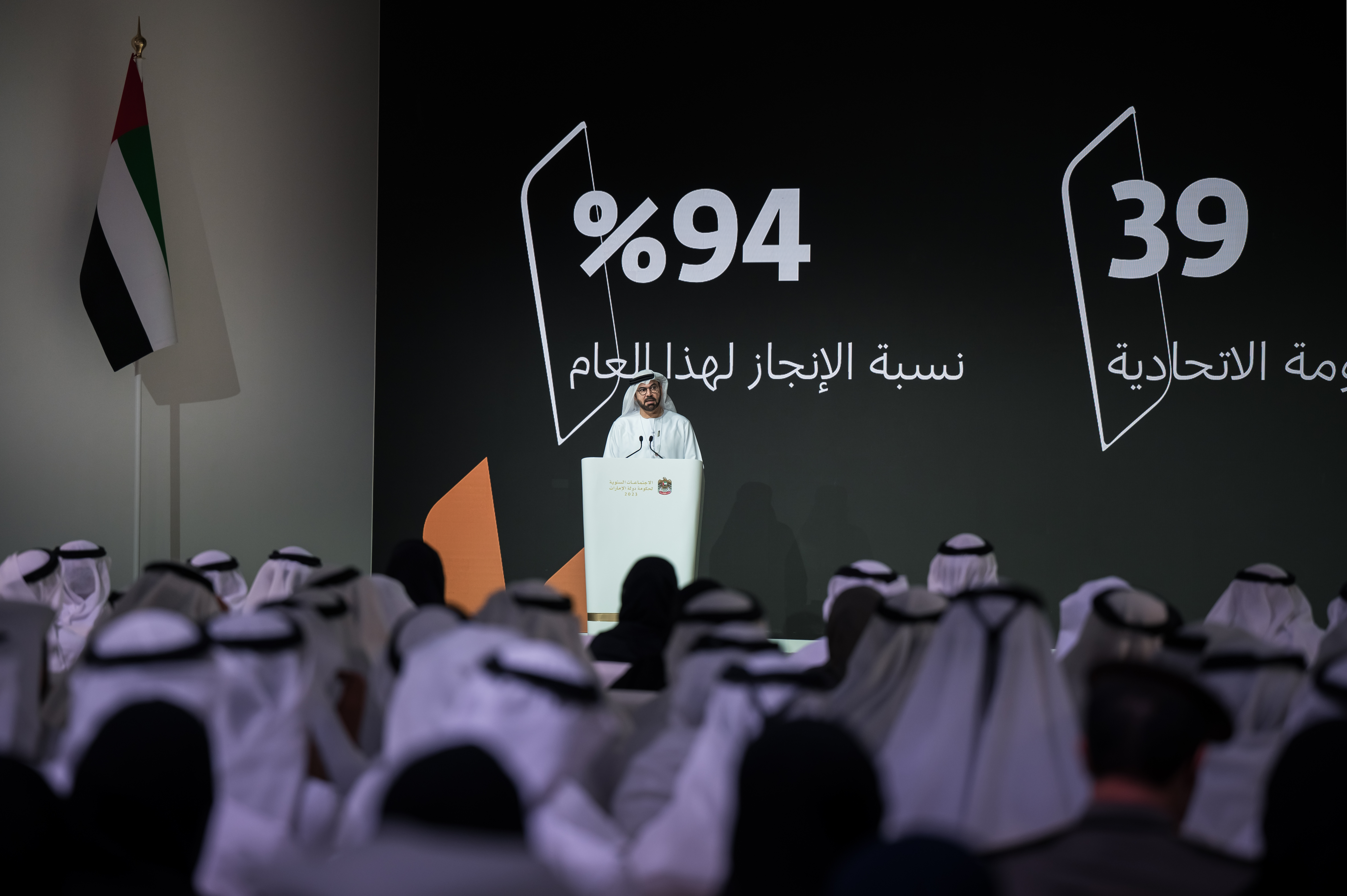
محمد القرقاوي، وزير شؤون مجلس الوزراء أثناء الكلمة الافتتاحية للاجتماعات السنوية، 2023

### دورة 2023
عُقدت الدورة الخامسة في 7-8 نوفمبر 2023 بأبو ظبي بمشاركة نحو 500 مسؤول اتحادي ومحلي، وركزت على توجيه عمل الحكومة وتوافقه مع الرؤية المستقبلية "نحن الإمارات 2031"، كما تضمنت متابعة الاستعدادات النهائية لاستضافة مؤتمر المناخ العالمي. وتناول الشيخ محمد بن راشد مفهوم التخطيط الاستراتيجي ورؤية المستقبل. وأشار إلى الإنجازات المحققة: "قبل عام أطلقنا رؤية نحن الإمارات 2031 وتم إنجاز أكثر من 152 مشروعاً حكومياً اتحادياً في مختلف القطاعات خلال هذا العام ونحن مستمرون في بناء أفضل نموذج تنموي في المنطقة والعالم".

### دورة 2024
انعقدت الدورة السادسة في 5-6 نوفمبر 2024 بأبو ظبي، برئاسة الشيخ محمد بن راشد آل مكتوم بحضور الشيخ محمد بن زايد آل نهيان ومئات المسؤولين، وشكّلت هذه الدورة محطة استراتيجية لتعزيز خطط التنمية الوطنية ضمن إطار "نحن الإمارات 2031"، كما وصف محمد عبد الله القرقاوي، وزير شؤون مجلس الوزراء، الاجتماعات السنوية لحكومة الإمارات بأنها "منصة مثالية لمناقشة الملفات الحكومية ووضع مبادرات مبتكرة". وفي هذه الدورة:

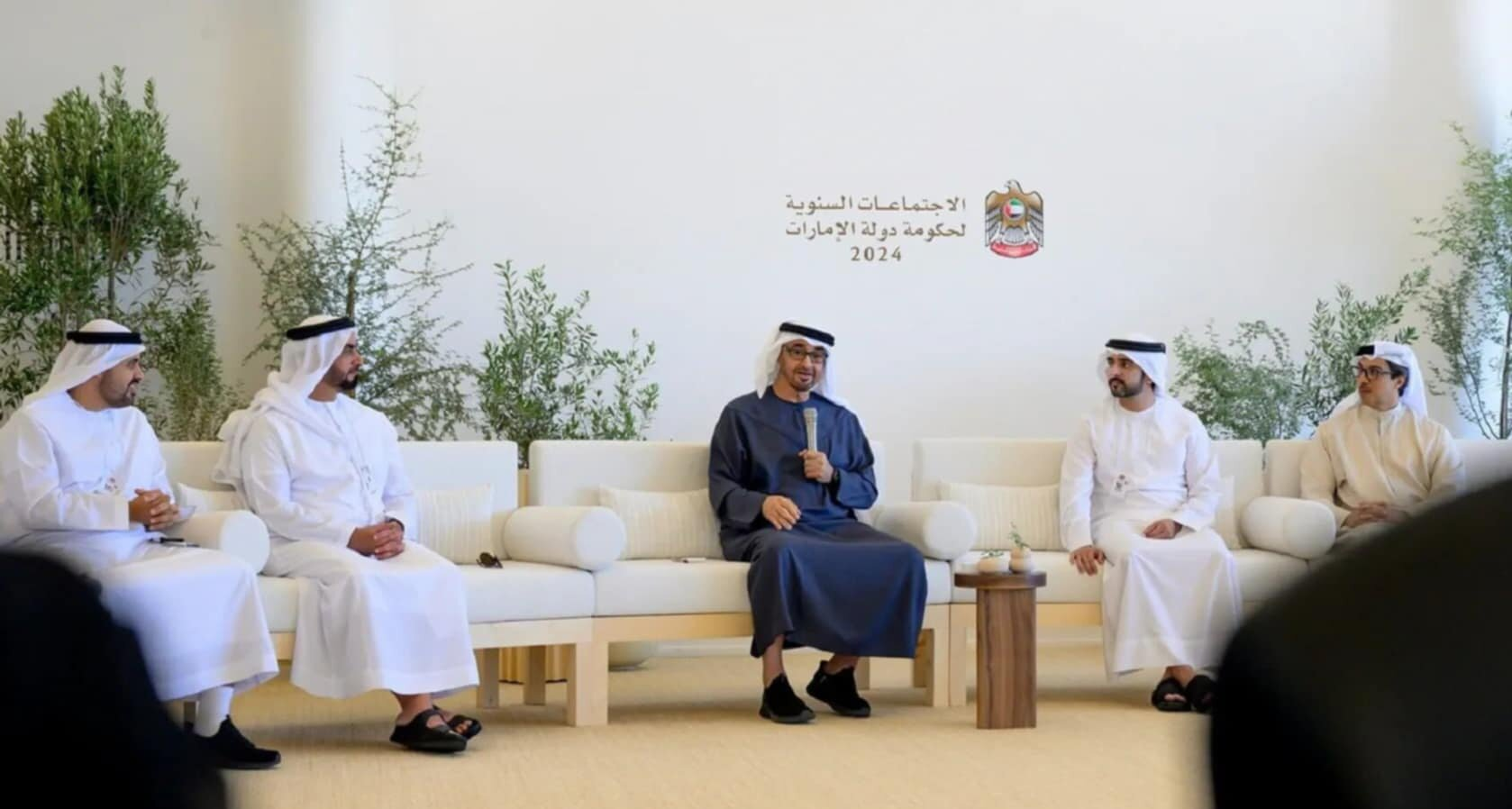
الشيخ محمد بن زايد آل نهيان، دورة عام 2024

- إطلاق مشاريع استراتيجية ترسم خارطة طريق تنموية، منها "الاستراتيجية الوطنية للاستثمار 2031"، ومشروع أبحاث علمية قطبية ينضمّ بموجبه الإمارات إلى الدول الرائدة في الأبحاث القطبية؛ ومنظومة ريادة الأعمال وصندوق «ريادة» لدعم الابتكار والمشاريع الناشئة؛ بالإضافة إلى حزمة مبادرات مجتمعية كبيرة بقيمة نحو 500 مليون درهم.[11]
- تنظيم أكثر من 20 جلسة رئيسية و8 جلسات حوارية، تشمل جوانب الهوية الوطنية والاسرة والذكاء الاصطناعي في ثلاث خلوات وطنية؛ بالتوازي مع اجتماعات استثنائية لمجلس الوزراء وعدة مجالس اتحادية وجلسات تخصصية.[11]